# Hallsteinn Þórólfsson
Hallsteinn Þórólfsson (Thorolfsson, n. 875) fue un caudillo vikingo de Hofstaðir, Helgafell, Snæfellsnes en Islandia. Era uno de los hijos del poderoso Þórólfur Mostrarskegg. Hallsteinn se casó con Ósk Þorsteinsdóttir, una de las hijas de Thorstein el Rojo y de esa relación nacieron cuatro hijos, Þuríður Hallsteinsdóttir (n. 891), Þórarinn (n. 893), Vigdís (n. 897, que se casaría con Hráppur Sumarlíðason), y el más notable de todos ellos, Þorsteinn Hallsteinsson.
Hallsteinn aparece citado en la saga de Laxdœla, saga Eyrbyggja, saga de Njál, y saga Þorskfirðinga. Algunos historiadores creen probable la existencia de una saga sobre su figura histórica, hoy perdida. Hallsteinn estuvo tres años en las Hébridas junto a Bjorn Ketilsson antes de acompañarle a Islandia para adquirir tierras en Breiðafjörður y fundar allí su hacienda.